# ラグナ・ビーチ (番組)
『ラグナ・ビーチ』（Laguna Beach: The Real Orange County）は、アメリカ合衆国・MTVで放送されていたリアリティ番組。2004年から2006年まで放送されて大ヒットした。カリフォルニア州ラグナ・ビーチの若者の華やかな生活を描いたティーンドラマ。シーズン1、2は視聴率がよかったが、シーズン3は下降気味になった。日本でのDVDリリースはシーズン2までになっている。

## スピンオフ
- シーズン2の後、ローレン・コンラッドを主役にした「ザ・ヒルズ」が始まった。ラグナビーチを出てLAのアパートメントへ移り、サンフランシスコのアートスクールで出会ったハイディ・モンタグと暮らし始めたローレンがファッションスクールへ編入し、ティーンヴォーグでのインターンを始める。 2009年5月上旬、MTVが『シーズン5途中から、クリスティン・カヴァラーリが「ザ・ヒルズ」に参加する』ことを発表。
- The Real Orange Countyシリーズ はカリフォルニア州ニューポートビーチに場所を移し、キャストを一新して、2007年8月15日より「 Newport Harbor: The Real Orange County」をスタートさせた。1シーズンで終了している。

## 出演者
S＝シーズン
ローレン・コンラッド（S1-S2）
ナレーター。「LC」と呼ばれているお嬢様女子高生。スティーブンに片想いしている。卒業後はサンフランシスコの大学に進学。
クリスティン・カヴァラーリ（S1-S2）
スティーブンの恋人。彼以外の男の子ともしょっちゅう遊ぶパーティーガール。
スティーブン・コレッティ（S1-S2）
恋人のクリスティンと幼馴染のローレンの間で揺れ動く。パーティーガールのクリスティンとはケンカが絶えず、くっついたり離れたりを繰り返す。卒業後はローレンと同じく、サンフランシスコの大学に進学。
タラン（S1-S2）
学年一のプレイボーイ。テイラーに本気になるが、相手にされなかったためクリスティンと遊びの関係に。そのクリスティンにも次第に夢中になる。
クリスティーナ（S1）
牧師の娘で、シンガーを目指している。親友のモーガンとNYへ行き、ブロードウェイのオーディションも受けた。卒業後はUniversity of Southern Californiaへ進学。
モーガン・オルセン（S1）
クリスティーナの親友。ムードメーカー的存在で、明るい性格。
トレイ・フィリップス（S1）
若き実業家。Active Young Americaやチャリティー活動に積極的。
ロー・ボスワース（S1-S2）
ローレンの親友。名前は同じ『ローレン』だが『ロー』と呼ばれている。卒業後はサンタバーバラのUniversity of Californiaへ進み、UCLAへ編入。「ザ・ヒルズ」にはローレンの新ルームメイトとしてシーズン3から登場。
ディター（S1-S2）
スティーブン、ローレンの親友。ジェシカとつきあっていたが、卒業後別れた。
ジェシカ・スミス（S1-S2）
クリスティンの親友。ディターと別れたあと、ジェイソンとつきあうが、彼の浮気に悩まされる。
アレックス・H（S1-S2）
クリスティンの親友。
モーガン・S（S1-S2）
「アレックス一派」に属すが、クリスティンとも友達。
サム（S1）
クリスティンのお気に入りの男の子。
ジェイソン・ワラー（S2）
ラグナのモテ男。劇中ではジェシカ、アレックス、ローレンとつきあう。
アレックス・M（S2）
「アレックス一派」のリーダー。クリスティン達と対立している。ジェイソンとつきあった為、ジェシカと険悪になった。
テイラー・コール（S2）
アレックス・Mの親友。タランとのデートで告白されたが、結局つきあわなかった。
セドリック（S2）
ジェイソンの親友。
ケイシー・レインハート（S2）
転校生。数々のミスコンに出場しているビューティークィーン。「ザ・ヒルズ」で登場するダグ・レインハートの妹。
ハイディ・モンタグ（S2）
ローレンの親友。ローレンとはサンフランシスコの学校で出会う。「ザ・ヒルズ」ではメインキャストであり、ローレンのルームメイトとして数々のドラマを展開する。ローレンと一緒にLAのファッションスクールに編入するが、憧れの仕事を手にしたため、中退。
ジェン・バニー（S2）
ローレンの友人。

## シーズン 1
- 初回: 2004年9月28日
- ナレーション: ローレン・コンラッド

親友達とパーティーを開いたり、ショッピングを楽しんだりして高校生活を楽しんでいるローレン。
ローレンが想いをよせるスティーブンはクリスティンとつきあっているが、ふたりの仲がぎくしゃくするといつもスティーブンはローレンの元へ戻って来る、という三角関係。
クリスティーナは歌手をめざし、トレイは非営利団体「Active Young America」の活動に精を出している。卒業が近づき、それぞれが進路に悩みながら進学の準備を始める。

## シーズン 2
- 初回: 2005年7月25日
- ナレーション: クリスティン・カヴァラーリ

高校4年生になったクリスティンを中心に、女同士の派閥争いがたびたび勃発。特にジェイソンをめぐっては、クリスティン一派のジェシカとアレックス一派のリーダー、アレックス・Mが大ゲンカ。
卒業を機にクリスティンと別れたスティーブンは彼女に未練たっぷり。ローレンはサンフランシスコの学校をやめて、地元ラグナビーチへ戻ってくる。